# Співвідношення Ейнштейна
Співвідно́шення Ейнште́йна (англ. Einstein relation) — у фізиці формула, яка встановлює зв'язок між коефіцієнтом дифузії і рухливістю частинок. Також відоме як рівняння Ейнштейна — Смолюховського (англ. Einstein–Smoluchowski relation):
{\displaystyle D=\mu \,k_{B}T},
де: D — коефіцієнт дифузії, μ — мобільність частинки, {\displaystyle k_{B}} — стала Больцмана, Т — температура.
Для заряджених частинок співвідношення Ейнштейна записують, включаючи в формулу заряд. q, оскільки для них він не входить у визначення мобільності:
{\displaystyle D={\frac {\mu k_{B}T}{q}}}
Співвідношення Ейнштейна є частковим випадком флуктуативно-дисипативної теореми.
Альберт Ейнштейн встановив це співвідношення для броунівського руху в 1905 році.